# شركة أبو ظبي الوطنية للتأمين
شركة أبو ظبي الوطنية للتأمين هي شركة تأمين مقرها في أبو ظبي، الإمارات العربية المتحدة. وهي تعد ثالث أكبر شركة تأمين في البلاد اعتبارًا من مايو 2015.
تأسست شركة أبوظبي الوطنية للتأمين في عام 1972 وهي جزء من مجموعة شركات مجلس أبوظبي للاستثمار. ويعتبر المجلس هو أكبر مساهم في الشركة بحصة تقدر بـ 24 بالمائة.
تقدم الشركة كلاً من منتجات التأمين على الحياة وغيره في الإمارات العربية المتحدة. عروض الشركة الرئيسية هي في التأمين العقاري والتأمين البحري والجوي. وهي تخطط لتوسيع وجودها في منطقة الشرق الأوسط وشمال أفريقيا وفي التأمين على الطيران ولتشمل كذلك الشركات الصغيرة والمتوسطة.
في عام 2015، تم تكريم الشركة على منتج تأمين المركبات كأفضل منتج تأمين للمستهلك وذلك خلال حفل توزيع جوائز بانكر ميدل إيست الإمارات للمنتجات.
في شهر أكتوبر سنة 2018 حصلت الشركة على شهادة ISO 9001:2015 من قبل لويدز العالمي لضمان الجودة.
في 31 ديسمبر عام 2018 قدر صافي أصول الشركة بـ 7.25 مليار درهم إماراتي.

## قائمة الخدمات والمنتجات
تقدم الشركة خدمات ومنتجات التأمين لفئتين رئيسيتين هما الأفراد والمؤسسات:

### التأمين الشخصي
- التأمين على المركبات.
- التأمين الصحي.
- التأمين الطبي للمتقاعدين.
- هلا للتأمين الصحي.
- التأمين على المنازل.
- التأمين على السفر.
- التأمين على الحياة.
- التأمين على الزوارق البحرية الشخصية.
- التأمين ضد الحوادث الشخصية.
- التأمين على حفلات الزفاف.

### التأمين المؤسسي
- تأمين الطيران.
- التأمين الهندسي والإنشاءات.
- التأمين على الطاقة (النفط والغاز).
- التأمين على الأموال.
- التأمين الصحي الجماعي.
- التأمين على الحياة.
- تأمين المسؤوليات للشركات.
- التأمين البحري على البضائع.
- التأمين على السفن البحرية.
- التأمين على أسطول المركبات.
- التأمين على الممتلكات.
- التأمين على السفر المؤسسي.

## مجلس الإدارة
قائمة أعضاء مجلس الإدارة:
- محمد بن سيف آل نهيان - رئيس مجلس الإدارة
- ذياب بن طحنون آل نهيان - نائب رئيس مجلس الإدارة
- سلطان راشد الظاهري - عضو
- عبد الله خلف العتيبة - عضو
- عمر لياقت - عضو
- عبد الرحمن حمد المبارك - عضو
- هزاع محمد ربيع المهيري - عضو
- حمودة غانم بن حمودة - عضو
- محمد خلف العتيبة - عضو

## الفريق التنفيذي
قائمة أعضاء الفريق التنفيذي:
- أحمد إدريس - الرئيس التنفيذي.
- أنيل ديكسيت - نائب رئيس تنفيذي - الاستثمار.
- شارالامبوس ميلوناس - نائب رئيس تنفيذي – قطاع اكتتاب التأمينات الفردية وإعادة التأمين.
- إيلينا ستكانوفا - نائب رئيس تنفيذي - المالية.
- هيما بدمانابهان - نائب رئيس تنفيذي – دائرة المطالبات التجارية.
- جوهانس فوري - نائب رئيس تنفيذي – إدارة المخاطر.
- جوجال مادان - نائب رئيس تنفيذي - دائرة اكتتاب التأمينات التجارية.
- رائد حدادين - نائب رئيس تنفيذي – قطاع القانونية والامتثال.
- ستيفانو نالين - نائب رئيس تنفيذي - قطاع تطوير الأعمال.
- يوسف أمين - نائب رئيس تنفيذي – قسم مطالبات التأمينات الفردية، والخدمات الهندسية، والعمليات.

## روابط خارجية
- الموقع الرسمي
 (بالإنجليزية)
- الموقع الرسمي